# 亀井孝
亀井 孝（かめい たかし、1954年2月1日 - ）は、京都府京都市出身のアーチェリー選手。1977年キャンベラ世界選手権アーチェリー男子個人銀メダリスト、男子団体3位 。同志社大学卒。

## 人物・来歴
1969年同志社高校1年の時、アーチェリー部に入部、競技を始める。その年の近畿秋季大会で大会新で初優勝。1971年インターハイ優勝。1972年、同志社大学に進学したが、世界を目指したいとの思いからあえて体育会アーチェリー部には所属せず、京都府アーチェリー連盟に社会人登録し競技を継続。
1973年大学2年の時、グルノーブル世界選手権に日本代表として初出場。個人12位。その後1975年全関西選手権において、1971年に中本新二選手が樹立した世界記録1251点を4年ぶりに更新する1262点の日本新記録で優勝。学連登録を行っていなかったため、学連主催の試合だけは出場経験がないが、その後は1976年全日本選手権、1978年全日本フィールド選手権優勝をはじめとして、国内の全てのメジャータイトルを制覇。
1976年3月大学卒業後、京都市内のスポーツ用品卸会社に就職。その年の11月に選考会を兼ねる全日本選手権大会で優勝。翌年2月のキャンベラ世界選手権代表の座を獲得。世界選手権では日本人初の個人銀メダルと併せて、団体で銅メダルを獲得。
帰国後、当時はアーチェリー用品も製造していた日本楽器製造（現ヤマハ）株式会社に転職。1977年から1986年までの9年間、ヤマハアーチェリーの研究開発、テスト、営業、そして選手として活躍。
地元京都へ帰りたいという本人の意向があり、1986年梅花女子大学に職員として再度転職。現在に至る。
1985年から立命館大学体育会アーチェリー部のコーチを務め、現在に至る。また本人も選手として試合に出場している。
主な海外での出場大会
- 世界選手権　1973、77、79
- 世界フィールド選手権　1980、82、84、86、88
- 全米選手権　1976、77、78、79、80、81、82

## 主な成績
- 1971年第4回インターハイ個人優勝
- 1973年グルノーブル世界選手権 個人1２位
- 1975年シングル日本記録更新　1262点
- 1976年シングル日本記録更新　1284点
- 1976年全日本選手権 個人優勝
- 1977年キャンベラ世界選手権 個人2位、団体3位
- 1977年シングル日本記録更新　1297点
- 1977年ジャパンインドア 個人優勝
- 1978年全日本フィールド選手権 個人優勝
- 1978年シングル日本記録更新　1297点
- 1980年Las Vegas Shoot 個人３位

## 主な著書
- 「Aiming for the Best」（レオプランニング、1991年）